# RTS Ronald Reagan Ballistic Missile Defense Test Site
RTS Ronald Reagan Ballistic Missile Defense Test Site är ett område i Marshallöarna som USA långtidshyr av Marshallöarna fram till år 2066.   Det ligger i kommunen Kwajalein, i den västra delen av Marshallöarna, 400 km väster om huvudstaden Majuro. RTS Ronald Reagan Ballistic Missile Defense Test Site omfattar ett antal öar i atollen Kwajalein.